# Giuditta (Operette)

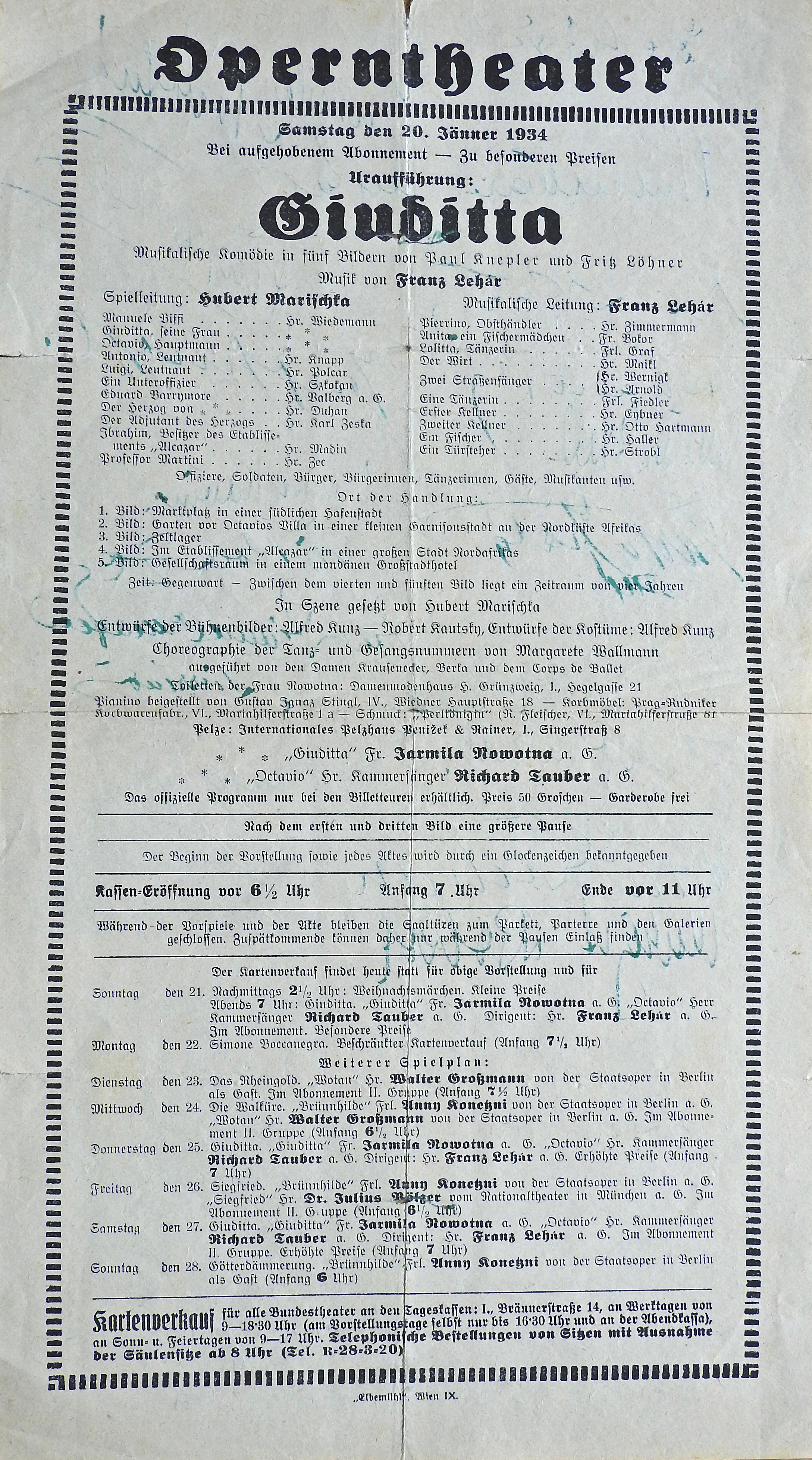
Programmzettel Uraufführung 20. Jänner 1934

Notenzitat

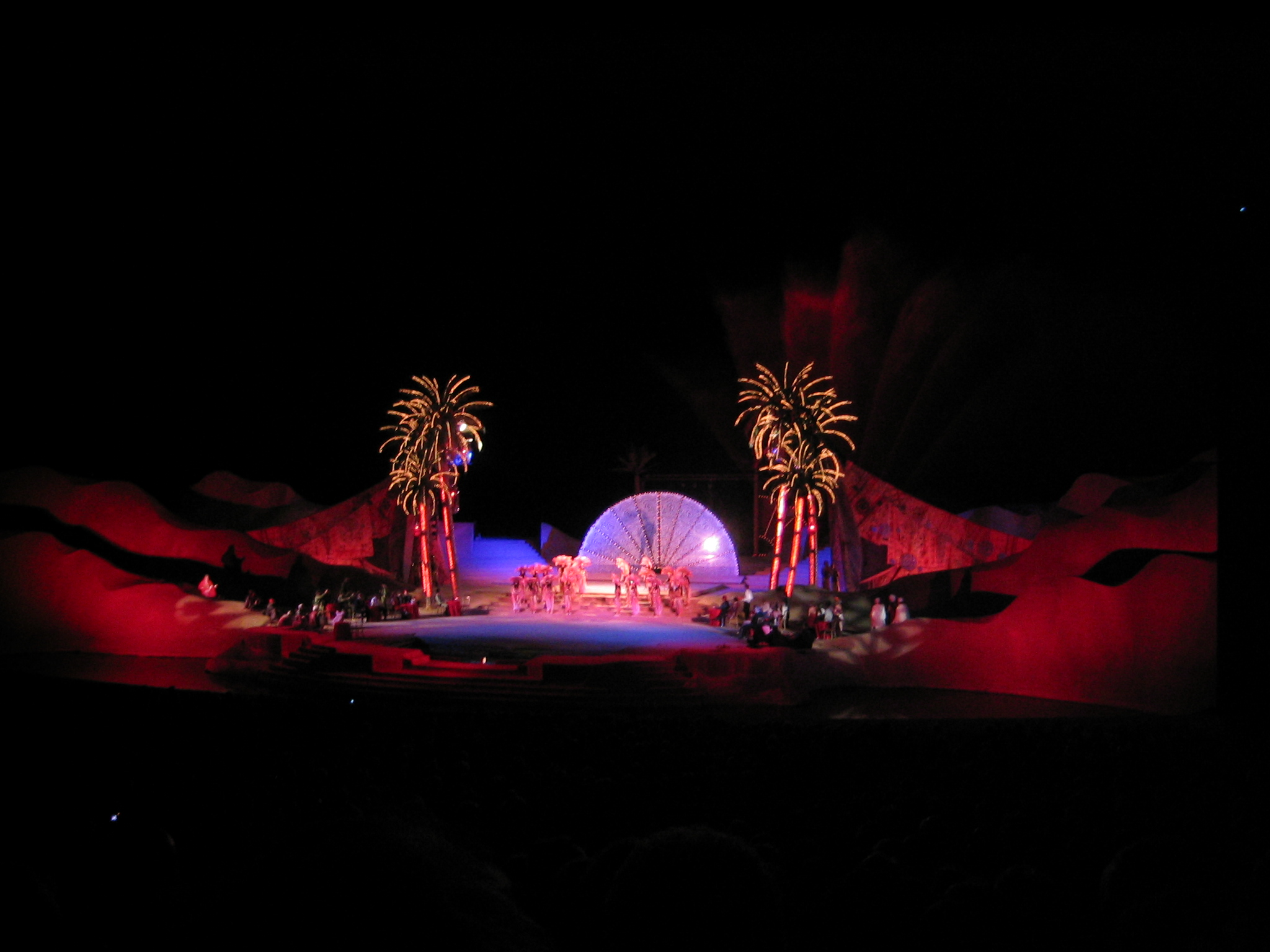
Aufführung von Giuditta bei den Seefestspielen in Mörbisch 2003

Giuditta ist eine Operette in fünf Bildern. Es ist die letzte Operette, die Franz Lehár komponierte. Er selbst nannte sein Werk eine „Musikalische Komödie“. Das Libretto verfassten Paul Knepler und Fritz Löhner-Beda. Uraufführung war am 20. Januar 1934 in der Wiener Staatsoper. In der Titelrolle war Jarmila Novotná zu sehen, die männliche Hauptrolle sang Richard Tauber, Dirigent war der Komponist.

## Handlung

### Ort und Zeit
Die Operette spielt in Süditalien und im damals von Italien besetzten Libyen in den 1930er-Jahren.

### Erstes Bild
Marktplatz in einer süditalienischen Hafenstadt
Giuditta ist mit dem wesentlich älteren Manuele verheiratet und langweilt sich in ihrer Ehe. Ihr feuriges Temperament hat sie von ihrer Mutter geerbt, die einst eine gefeierte Tänzerin war. Gerne würde sie aus ihrer Ehe ausbrechen. Es kommt ihr deshalb sehr gelegen, dass sie von dem jungen Offizier Octavio angesprochen wird. Für beide ist es Liebe auf den ersten Blick. Als Giuditta dann auch noch vernimmt, dass Octavio nach Nordafrika, der Heimat ihrer Mutter, abkommandiert ist, verlässt sie ihren Mann und nimmt mit Octavio das nächste Schiff nach Libyen.

### Zweites Bild
Prunkvoller Garten in Libyen
Giuditta und Octavio genießen das Leben in vollen Zügen in einer Villa am Meer. Doch schon bald wird das glückliche Leben jäh unterbrochen, als Octavio den Marschbefehl erhält. Giuditta versucht, ihn zu erpressen, indem sie ihm droht, dass sie nicht auf ihn warten werde, wenn er sie jetzt verlasse.

### Drittes Bild
Zeltlager in Nordafrika
Octavio hat Liebeskummer. Er spielt mit dem Gedanken zu desertieren, um so bei seiner geliebten Giuditta bleiben zu können. Sein Freund Antonio redet ihm ins Gewissen und versucht, ihn zu trösten. Schließlich siegt bei Octavio die Vernunft. Er tritt den Marschbefehl an.

### Viertes Bild
Nachtlokal
Giuditta hat eine Anstellung als Tänzerin in einem Nachtlokal in Tripolis gefunden. Sie führt ein ausschweifendes Leben und gibt sich zahllosen Männerbekanntschaften hin. Jetzt ist es der Großwildjäger Lord Barrymore, der sie mit seinem Reichtum aushält.
Octavio hat inzwischen seine militärische Laufbahn beendet und spürt Giuditta in dem Etablissement auf. Seine Hoffnung, er könne die Schöne erneut für sich gewinnen, ist jedoch zum Scheitern verurteilt.

### Fünftes Bild
Bar in einem europäischen Luxushotel
In den letzten fünf Jahren ist Octavios Sehnsucht nach Giuditta völlig erkaltet. Er arbeitet jetzt als Barpianist in einem Hotel und verdient gerade mal so viel, um sich über Wasser halten zu können. Wie es der Zufall so will, lenkt das Schicksal Giudittas Weg in ebendiese Bar. Begleitet wird sie von einem veritablen Herzog, ihrem x-ten Liebhaber. Plötzlich entflammt ihre Leidenschaft zu Octavio erneut, doch der ist ein gebrochener Mann und will nichts mehr von ihr wissen.

## Gestaltung

### Musiknummern
Dem Booklet der unten erwähnten CD des Labels CPO sind folgende Musiknummern der Operetten entnommen, die auch der Partitur entsprechen:

#### Erstes Bild
- Nr. 1 Vorspiel (Orchester) & Ensemble-Szene: O mia cara Donna Emilia (Straßensänger, Pierrino, Chor)
- Nr. 2 Uns ist alles einerlei (Duett: Pierrino, Anita)
- Nr. 3 Alle Tage nichts als Müh und Plag (Duett: Manuele, Wirt)
- Nr. 4 Freunde, das Leben ist lebenswert (Lied: Octavio, später Chor und Antonio)
- Nr. 5a In einem Meer von Liebe – Schönste der Frauen (Lied und Duett: Giuditta, Octavio)
- Nr. 5b O Signora, O Signorina (Spielszene: Octavio, Wirt, Manuele)
- Nr. 6 Finale I Mein kleiner Vogel – Weit übers Meer – Herr Kapitän der Weg ist weit – Uns ist alles einerlei (Alle)

#### Zweites Bild
- Nr. 7a Zwei, die sich lieben vergessen die Welt (Duett: Pierrino, Anita)
- Nr. 7b Reminiszenz: Schönste der Frauen (Lied: Octavio)
- Nr. 8 Schön wie die blaue Sommernacht (Duett: Octavio, Giuditta)
- Nr. 9a Finaletto (Finale II) Reminiszenz: Zwei die sich lieben vergessen die Welt (Szene: Pierrino, Anita)

#### Drittes Bild
- Nr. 9b Intermezzo (Orchester)
- Nr. 10 Unsere Heimat ist die Wüste – Wie nahm Giuditta die Nachricht auf – Laß doch diese Gedanken (Chor, Antonio, Octavio)
- Nr. 11 Du bist meine Sonne (Lied: Octavio) (Richard Tauber gewidmet)
- Nr. 12 Finale III Giuditta was machst Du hier – Du bist meine Sonne – Trompetensignal – Tempo di marcia – und das soll Liebe sein - In die Stirn fällt die Locke (Szene: Octavio, Giuditta, Chor, Antonio)

#### Viertes Bild
- Nr. 13a In einem Meer von Liebe möcht ich ganz versinken (Lied: Giuditta, Chor)
- Nr. 13b Polonaise (Orchester)
- Nr. 14 Ich bin nicht schön – Ja die Liebe ist so wie ein Schaukelbrett (Lied und Tanz: Martini)
- Nr. 15 Ich hab mich so sehr gesehnt nach dem Heimatland – Schaut der Mond abends spät (Duett: Anita, Pierrino)
- Nr. 16a Ich weiß es selber nicht – Meine Lippen sie küssen so heiß (Lied: Giuditta mit Chor)
- Nr. 16b Giuditta ...Sie sind die schönste Frau (Barrymore, Giuditta)
- Nr. 17a Finale IV So wie um den Sonnenball – Schön so wie die Sonne – Meine Lippen sie küssen so heiß (Szene: Octavio, Martini, Barrymore, Giuditta, Chor)

#### Fünftes Bild
- Nr. 17b Vorspiel zum 5. Bild (Orchester)
- Nr. 18a Schönste der Frauen, begann das Lied (Lied: Octavio)
- Nr. 18b Dialog & Reminiszenz Unser Lied – Wer spielt da?
- Nr. 19 Szene: Octavio Du? – Ich hab dich oft gesehen (Giuditta, Octavio)
- Nr. 20 Finale V Ich danke Ihnen schöne Giuditta – Schönste der Frau’n (Herzog, Giuditta, Octavio)

### Instrumentation
Die Orchesterbesetzung des Stückes enthält die folgenden Instrumente:
- Holzbläser: drei Flöten, drei Oboen, drei Klarinetten, drei Fagotte
- Blechbläser: vier Hörner, drei Trompeten, drei Posaunen, eine Tuba,
- Pauken, Schlagwerk
- Harfe
- Streicher

## Stil und Rezeption
Wie bei anderen späteren Werken Lehárs entbehrt auch Giuditta des sonst für das Unterhaltungsgenre Operette typischen Happy Ends, denn Lehár und seine Librettisten haben hier den Versuch unternommen, die Operette mit Elementen der Großen Oper zu verflechten. Herausgekommen ist ein Zwitter, der eigentlich keine Operette mehr ist, aber auch nicht als Oper bezeichnet werden kann, auch wenn das Werk in dieser Hinsicht durch den Uraufführungsort Wiener Staatsoper, in der viele große Opern ihre erste Aufführung erlebten, geadelt wurde. Trotz dieser stilistischen Ambivalenz sind Lehár auch hier eine Fülle schöner Melodien eingefallen, allen voran Octavios Lied Freunde, das Leben ist lebenswert, das Lied der Titelheldin Meine Lippen, sie küssen so heiß, zwei unverwüstliche Ohrwürmer, die auch immer wieder von den größten Tenören bzw. Sopranistinnen in Konzerten vorgetragen werden. Die Instrumentierung erinnert nicht selten an Puccini. Das Lied Freunde, das Leben ist lebenswert wurde von Peer Raben in Rainer Werner Fassbinders Berlin Alexanderplatz als Auftakt und zynischer Kommentar zu den Lebensumständen Franz Biberkopfs verwendet.
Die Premiere war ein rauschender Erfolg. Es heißt, sie sei von 120 Rundfunksendern live übertragen worden. Unter den Gästen der Uraufführung befand sich viel Prominenz aus Politik, Wirtschaft, Adel und anderen Gesellschaftsbereichen. Auch bekannte Musiker wie z. B. Emmerich Kálmán mit Gattin waren anwesend. Das Presseecho war riesig und die Kritik überwiegend gut. Es gab allerdings auch kritische Stimmen. Giuditta  wurde international trotzdem ein großer Erfolg. Sie wurde auch in Freilichtaufführungen gegeben. Einer Bühnenstatistik von 1935 zufolge lag das Werk nach Wagners Fliegender Holländer auf dem zweiten Platz, vor allen anderen großen Opern und Operettenwerken. Im Lauf der Jahre nahm die Popularität des Werkes dann deutlich ab. Heute wird die Operette nur noch gelegentlich gespielt. Allerdings sind einige Musiknummern immer wieder fester Bestandteil von Konzertprogrammen.

## Aufnahmen
Giuditta wurde mehrfach auf Schallplatte bzw. CD eingespielt. Beispielhaft seinen hier nur zwei Aufnahmen erwähnt:
- Im Jahr 1985 kam eine Schallplattenaufnahme beim Label EMI heraus, die seit 2013 auch als CD erhältlich ist. Unter der Leitung von Willi Boskovsky spielen und singen das Münchner Rundfunkorchester und der Münchner Konzertchor. Als Solisten wirkten unter anderem Edda Moser, Nicolai Gedda, Brigitte Lindner, Martin Finke und Ludwig Baumann mit.[5]
- Im Jahr 2012 veröffentlichte das Label CPO eine CD-Einspielung der Operette. Unter der Leitung von Ulf Schirmer spielte erneut das Münchner Rundfunkorchester. Es sang der Chor des Bayerischen Rundfunks. Die Solisten waren unter anderem Christiane Libor, Laura Scherwitzl und Nikolai Schukoff.[2]

Es wurde auch eine Videoaufnahme anlässlich der Aufführung im Jahr 2003 der Seefestspiele Mörbisch veröffentlicht.